# Bobsleigh als Jocs Olímpics d'Hivern de 1924
Als Jocs Olímpics d'Hivern de 1924 celebrats a la ciutat de Chamonix (França) es disputà una prova de bobsleigh. La competició fou en categoria masculina i en equips de quatre participants, tot i que seguint la normativa vigent en aquelles dates es permetia la participació d'un cinquè participant. La prova es disputà entre els dies 2 i 3 de febrer de 1924 a La Piste de Bobsleigh des Pellerins.

## Comitès participants
Hi participaren un total de 39 competidors de 5 comitès nacionals diferents:
- Bèlgica (5)
- França (8)
- Itàlia (10)
- Regne Unit (8)
- Suïssa (8)

## Resum de medalles
| Prova    | Or                                                                             | Argent                                                                           | Bronze                                                                                               |
| Bobs a 4 | Suïssa (I)Alfred Neveu · Eduard Scherrer · Alfred Schläppi · Heinrich Schläppi | Regne Unit (I)Thomas Arnold · Ralph Broome · Alexander Richardson · Rodney Soher | Bèlgica (I)Charles Mulder · René Mortiaux · Paul Van den Broeck · Victor Verschueren · Henri Willems |

## Medaller
| Posició | País       | Or | Argent | Bronze | Total |
| 1       | Suïssa     | 1  | 0      | 0      | 1     |
| 2       | Regne Unit | 0  | 1      | 0      | 1     |
| 3       | Bèlgica    | 0  | 0      | 1      | 1     |
|         |            |    |        |        |       |
| Total   | Total      | 1  | 1      | 1      | 3     |

## Resultats
| Lloc | Equip           | Corredors                                                                         | Sessió 1 | Sessió 2 | Sessió 3 | Sessió 4 | Total   |
| ---- | --------------- | --------------------------------------------------------------------------------- | -------- | -------- | -------- | -------- | ------- |
| 1    | Suïssa (I)      | Eduard Scherrer Alfred Neveu Alfred Schläppi Heinrich Schläppi                    | 1:27.39  | 1:26.60  | 1:25.02  | 1:26.53  | 5:45.54 |
| 2    | Regne Unit (I)  | Ralph Broome Thomas Arnold Alexander Richardson Rodney Soher                      | 1:28.73  | 1:28.67  | 1:25.76  | 1:25.67  | 5:48.83 |
| 3    | Bèlgica (I)     | Charles Mulder René Mortiaux Paul Van den Broeck Victor Verschueren Henri Willems | 1:29.89  | 1:34.22  | 1:29.98  | 1:28.20  | 6:02.29 |
| 4    | França (II)     | André Berg Henri Aldebert Georges André Jean de Suarez d'Aulan                    | 1:39.35  | 1:34.99  | 1:36.68  | 1:31.93  | 6:22.95 |
| 5    | Regne Unit (II) | William Horton Archibald Crabbe Gerard Fairlie George Pim                         | 1:42.33  | 1:41.28  | 1:38.58  | 1:38.52  | 6:40.71 |
| 6    | Itàlia (I)      | Lodovico Obexer Massimo Fink Paolo Herbert Giuseppe Steiner Aloise Trenker        | 1:53.00  | 1:49.69  | 1:48.73  | 1:43.99  | 7:15.41 |
| –    | França (I)      | Étienne Legrand Georges Izard Jacques Jany François Legrand                       | 4:29.01  | –        | 2:00.79  | 1:56.58  | –       |
| –    | Itàlia (II)     | Luigi Tornielli Adolfo Bocchi Leonardo Bonzi Alfredo Spasciani Alberto Visconti   | 4:08.44  | –        | –        | –        | –       |
| –    | Suïssa (II)     | Charles Stoffel Alois Faigle Anton Guldener Edmond Laroche                        | 5:38.00  | –        | –        | –        | –       |